# افاویرنز
افاویرنز (EFV)، که با نام تجاری Sustiva و دیگر نام‌ها فروخته می‌شود، یک داروی ضد رتروویروس است که برای درمان و پیشگیری از ایدز استفاده می‌شود. به‌طور کلی برای استفاده با سایر داروهای ضد رتروویروس توصیه می‌شود. ممکن است برای پیشگیری پس از آسیب ناشی از نیدل‌استیک یا سایر اشکال قرارگیری در معرض ویروس استفاده شود. این دارو هم به تنهایی و هم به صورت ترکیبی به عنوان افاویرنز/ متریسیتابین/تنوفوویر فروخته می‌شود. شکل تجویز آن به شکل خوراکی است.
عوارض جانبی رایج عبارتند از: بثورات پوستی، حالت تهوع، سردرد، احساس خستگی و مشکل در خواب. برخی از بثورات ممکن است شدید باشند مانند سندرم استیونز-جانسون. سایر عوارض جانبی جدی عبارتند از افسردگی، افکار خودکشی، مشکلات کبدی و تشنج. استفاده از آن در دوران بارداری ایمن نیست. این دارو یک مهارکننده ترانس کریپتاز معکوس غیر نوکلئوزیدی (NNRTI) است و با مسدود کردن عملکرد ترانس کریپتاز معکوس عمل می‌کند.
افاویرنز برای استفاده پزشکی در ایالات متحده در سال ۱۹۹۸، و در اتحادیه اروپا در سال ۱۹۹۹ تأیید شد. این دارو در فهرست داروهای ضروری سازمان جهانی بهداشت قرار دارد. از سال ۲۰۱۶، به عنوان یک داروی ژنریک در دسترس است.